# Biernatki (województwo dolnośląskie)
Biernatki (niem. Berndorf) – wieś w Polsce położona w województwie dolnośląskim, w powiecie jaworskim, w gminie Wądroże Wielkie.

## Podział administracyjny
W latach 1975–1998 miejscowość administracyjnie należała do województwa legnickiego.

## Nazwa
Obecna nazwa została administracyjnie zatwierdzona 12 listopada 1946.

## Zabytki
Do wojewódzkiego rejestru zabytków wpisane są obiekty:
- kościół ewangelicki, obecnie rzymskokatolicki filialny pw. Matki Boskiej Ostrobramskiej, z 1887 r.
- cmentarz parafialny przy kościele, z XIV w., zmiany pod koniec XIX w.